# Human After All
Human After All är Daft Punks tredje studioalbum släppt 2005. Albumet kan stilmässigt ses som en blandning mellan gruppens första album Homework och det andra discoinfluerade albumet Discovery.

## Låtlista
Alla låtar är skrivna och komponerade av Thomas Bangalter och Guy-Manuel de Homem-Christo, där inte annat anges. 
| Nr  | Titel                                                  | Längd |
| --- | ------------------------------------------------------ | ----- |
| 1.  | Human After All                                        | 5:19  |
| 2.  | The Prime Time of Your Life                            | 4:23  |
| 3.  | Robot Rock (Bangalter, de Homem-Christo, Kae Williams) | 4:47  |
| 4.  | Steam Machine                                          | 5:22  |
| 5.  | Make Love                                              | 4:48  |
| 6.  | The Brainwasher                                        | 4:08  |
| 7.  | On/Off                                                 | 0:19  |
| 8.  | Television Rules the Nation                            | 4:47  |
| 9.  | Technologic                                            | 4:44  |
| 10. | Emotion                                                | 6:57  |

## Remixalbum
Human After All: Remixes släpptes endast i Japan, den 29 mars 2006. Det nya albumet trycktes bara i 3000 kopior och innehöll tidigare outgivna remixer på låtar från Human After All. 
I juni 2014 omlanserades albumet i ny version, denna gång också endast i Japan. Den nya versionen innehöll fyra nya bonusspår.
| 1.  | Robot Rock (Soulwax remix)                          | 6:31 |
| 2.  | Human After All (SebastiAn remix)                   | 4:48 |
| 3.  | Technologic (Peaches No Logic remix)                | 4:38 |
| 4.  | The Brainwasher (Erol Alkan’s Horrorhouse dub)      | 6:05 |
| 5.  | The Prime Time of Your Life (Para One remix)        | 3:52 |
| 6.  | Human After All ("Guy-Man After All" Justice remix) | 4:01 |
| 7.  | Technologic (Digitalism’s Highway to Paris remix)   | 6:01 |
| 8.  | Human After All (Alter Ego remix)                   | 9:26 |
| 9.  | Technologic (Vitalic remix)                         | 5:27 |
| 10. | Robot Rock (Daft Punk Maximum Overdrive mix)        | 5:54 |

| 1.  | Robot Rock (Soulwax remix)                          | 6:31 |
| 2.  | Human After All (SebastiAn remix)                   | 4:48 |
| 3.  | Technologic (Peaches No Logic remix)                | 4:38 |
| 4.  | The Brainwasher (Erol Alkan’s Horrorhouse dub)      | 6:05 |
| 5.  | The Prime Time of Your Life (Para One remix)        | 3:52 |
| 6.  | Human After All ("Guy-Man After All" Justice remix) | 4:01 |
| 7.  | Technologic (Digitalism’s Highway to Paris remix)   | 6:01 |
| 8.  | Human After All (Alter Ego remix)                   | 9:26 |
| 9.  | Technologic (Vitalic remix)                         | 5:27 |
| 10. | Robot Rock (Daft Punk Maximum Overdrive mix)        | 6:42 |
| 11. | Human After All (The Juan MacLean remix)            | 5:58 |
| 12. | Technologic (Basement Jaxx Kontrol Mixx)            | 5:31 |
| 13. | Technologic (Liquid Twins remix)                    | 4:11 |
| 14. | Human After All (Emperor Machine version)           | 6:04 |